# NGC 31
NGC 28 je prečkasta spiralna galaksija v ozvezdju Feniksa. Njen navidezni sij je 14,59m. Od Sonca je oddaljena približno 130,3 milijonov parsekov, oziroma 425 milijonov svetlobnih let.
Galaksijo je odkril John Frederick William Herschel 28. oktobra 1834.